# Veltheim, Aargau
Veltheim (schweizertyska: Välte) är en ort och kommun i distriktet Brugg i kantonen Aargau, Schweiz. Kommunen har 1 563 invånare (2023).